# Ruth Ann Roche
Ruth Ann Roche (18 de febrero de 1917 - 4 de mayo de 1983) fue una escritora y editora de cómics estadounidense activa durante la Edad de Oro del cómic. Fue también socia comercial de Jerry Iger.

## Vida y carrera
Roche comenzó su carrera como escritora en Eisner-Iger Studio, empresa de empaquetado para Fiction House, en 1940. Escribió historias y títulos como "Phantom Lady", "Señorita Rio", "Sheena, Reina de la Selva", "Kaanga" y "Camilla". También escribió la tira de aventuras protagonizada por mujeres, Flamingo, dibujada por Matt Baker y distribuida por Universal Phoenix Features Syndicate, propiedad de Iger. En 1944, creó Kismet, Man of Fate, el primer superhéroe musulmán, publicado en el cómic Bomber Comics de Elliot Publishing Company.
Pronto se convirtió en editora asociada de Iger; en 1945 se convirtieron en socios comerciales, y el estudio se convirtió en el Estudio Roche-Iger. Permaneció en el estudio hasta que cesó sus operaciones en 1961.
Más tarde se casó con un hombre llamado Schaffer (o posiblemente "Schaefer"). Murió en 1983.

## Legado
Trina Robbins y Catherine Yronwode dedicaron su libro de 1985, Women in the Comics, a Roche.

### Escritora
- America In Action (1945) #1
- Bomber Comics (1944) #2
  - Historia "Pixie"
- Classic Comics (1941) #32
  - Lorna Doone
- Classics Illustrated (1947) #26, 31-32
  - Frankenstein
  - The Black Arrow
  - Lorna Doone
- Fight Comics (1940) #53
- Haunted Thrills (1952) #11
  - Out of the Grave
- Jumbo Comics (1938) #44, 152
- Phantom Lady (1947) #13-23
- Phantom Lady (1954) #5 [1]-4
- The Rider (1957) #3
- Seven Seas Comics (1946) #1-4, 6
  - The Ol' Skipper

### Editora
- Aggie Mack (1948) #8
- All True Romance (1955) #23-24, 27, 30
- Battle Report (1952) #1-3
- Black Cobra (1954) #6
- Bomber Comics (1944) #3
- Bride's Secrets (1954) #9-10, 19
- Ellery Queen (1949) #2
- Fantastic Comics (1954) #11
- The Fighting Man (1952) #1-8
- The Flame (1954) #5 [1]
- G-I in Battle (1952) #8
- Gunsmoke Trail (1957) #2-3
- Haunted Thrills (1952) #3, 10, 12, 17-18
- Lone Eagle (1954) #4
- The Lone Rider (1951) #3, 11, 15, 18, 20
- Lonely Heart (1955) #12
- Men in Action (1957) #1-2, 6
- Midnight (1957) #1-2, 4
- Phantom Lady (1954) #5 [1]-4
- The Rider (1957) #3
- Samson (1955) #12-14
- Secret Love (1957) #2
- Seven Seas Comics (1946) #1-4
- Spitfire Comics (1944) #132
- Spunky the Smiling Spook (1957) #1
- Strange (1957) #1-6
- Strange Fantasy (1952) #2, 4-7, 9-14
- Super Cat (1957) #1
- Swift Arrow (1954) #1-2
- Today's Brides (1955) #4
- Voodoo (1952) #1-6, 8, 10-15, 17, 19